# Runnymede (métro de Toronto)
Runnymede est une station de la ligne 2 Bloor-Danforth, du métro de la ville de Toronto en Ontario au Canada. Elle est située au nord de Bloor Street West à l'intersection de Runnymede Road.

## Situation sur le réseau

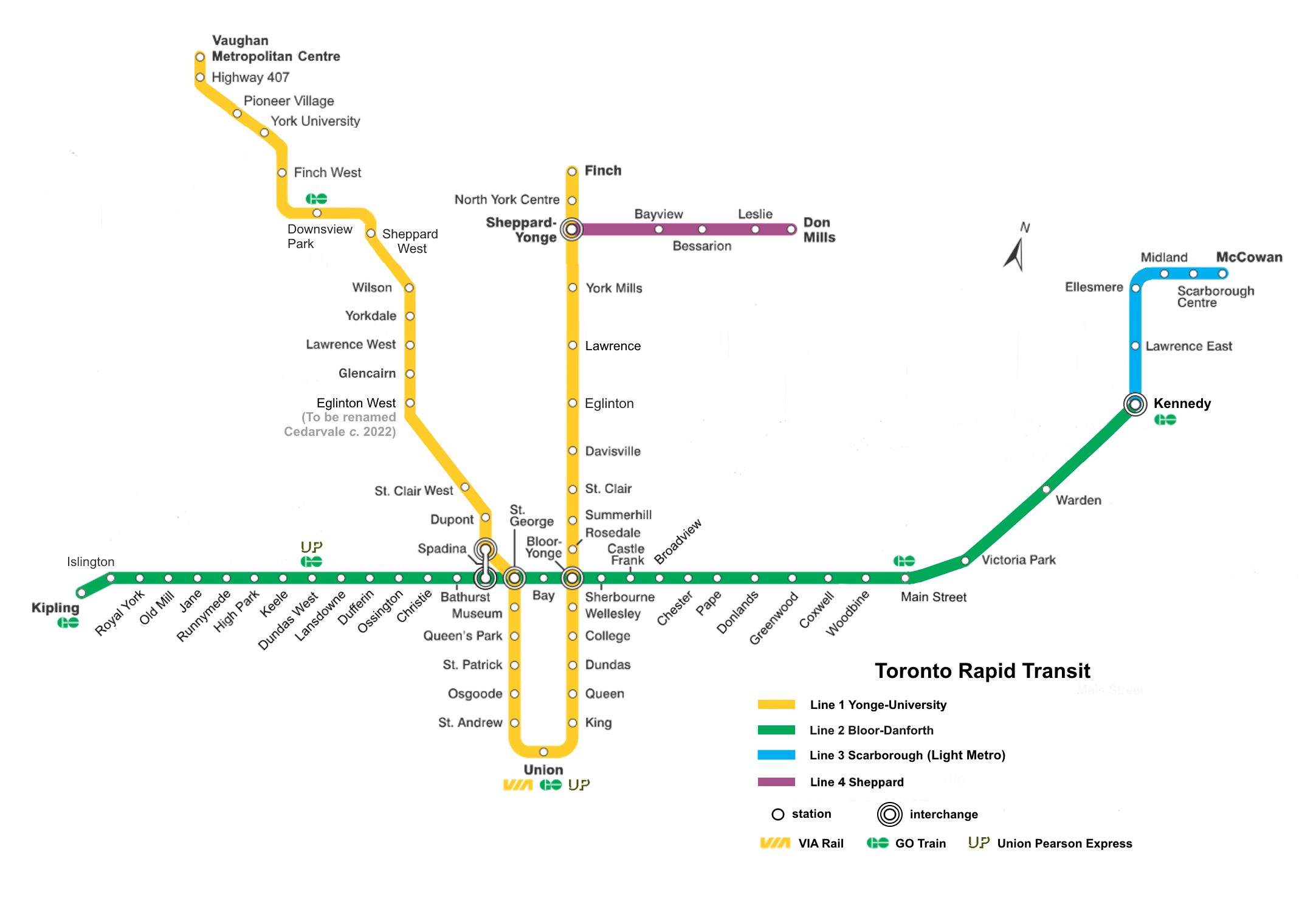
Plan du métro de Toronto (2018).

Établie en souterrain, la station Runnymede de la ligne 2 Bloor-Danforth, est précédé par la station Jane, en direction du terminus Kipling, et elle est suivie par la station High Park en direction du terminus Kennedy.

## Histoire
La station est inaugurée le 10 mai 1968.
Au cours de l'année 2009-2010, elle a en moyenne une fréquentation de 15 900 passagers par jour.

## Services aux voyageurs

### Intermodalité
Elle est desservie par les bus des lignes : 71 Runnymede, 77 Swansea et 79 Scarlett Road.

## À proximité
Les lieux d'intérêts situés à proximité de la station sont le quartier Bloor West Village et l'ancien théâtre Runnymede.